# 森川温子
森川 温子（もりかわ あつこ、1991年度 - ）は、日本で活動するミュージカル女優である。滋賀県甲賀市信楽町多羅尾（旧甲賀郡信楽町多羅尾）出身。劇団四季所属。

## 来歴
同級生が4人しかいなかった信楽町立多羅尾小学校（現甲賀市立多羅尾小学校）時代の6年時に修学旅行で美女と野獣を初観劇し、以降劇団四季入団を目標とする。甲賀市立信楽中学校進学後から歌の教室に通い、高校時代はアルバイトと掛け持ちでバレエとダンスを始めている。高校2年時に劇団四季研究生オーディションを初受験するが不合格となっている。高校卒業後は大阪芸術大学芸術学部舞台芸術学科ミュージカルコースに進学し、大学卒業後に劇団四季研究生オーディションに通算2度目の受験で合格し、2014年4月から劇団四季研究所へ入所する。同年9月2日に開幕したマンマ・ミーア!東京公演のアンサンブル役が初舞台出演となった。その後研究所卒業後は多彩な舞台出演を重ねている。

## 主な出演作品
- マンマ・ミーア!（2014年アンサンブル）
- リトルマーメイド（2016年アンサンブル6枠/アデッラ）
- ジーザス・クライスト・スーパースター（2018年アンサンブル8枠）
- アラジン（2021年アンサンブル7枠）
- 美女と野獣（2022年ミセス・ポット）
- アナと雪の女王（2023年エルサ）
- ふたりのロッテ（2024年ケルナー夫人）